# رارون
رارون (به لاتین: Raron) یک بخش در سوئیس است که در کانتون وله واقع شده‌است. رارون ۱٬۸۹۶ نفر جمعیت دارد.

## نگارخانه

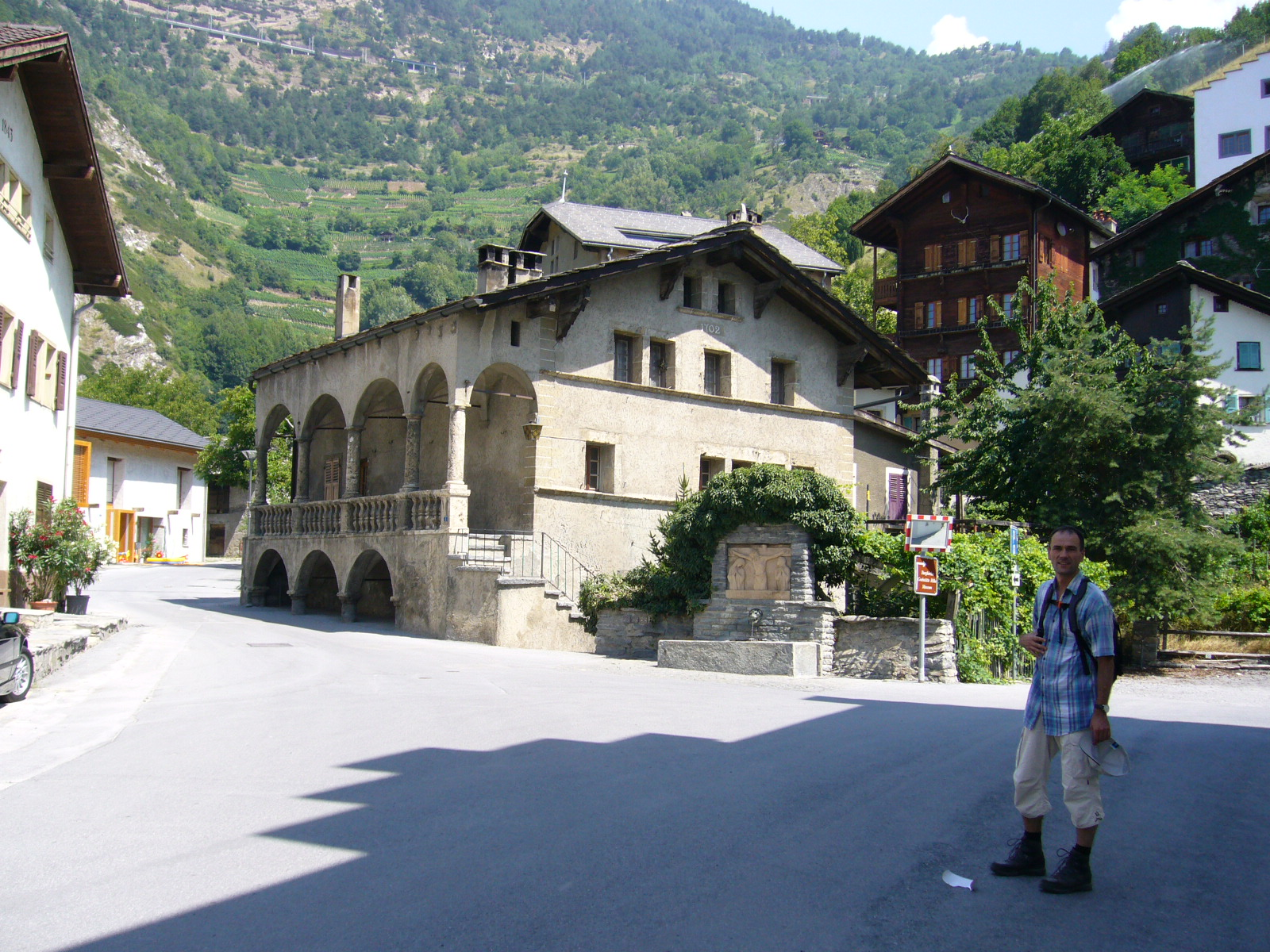
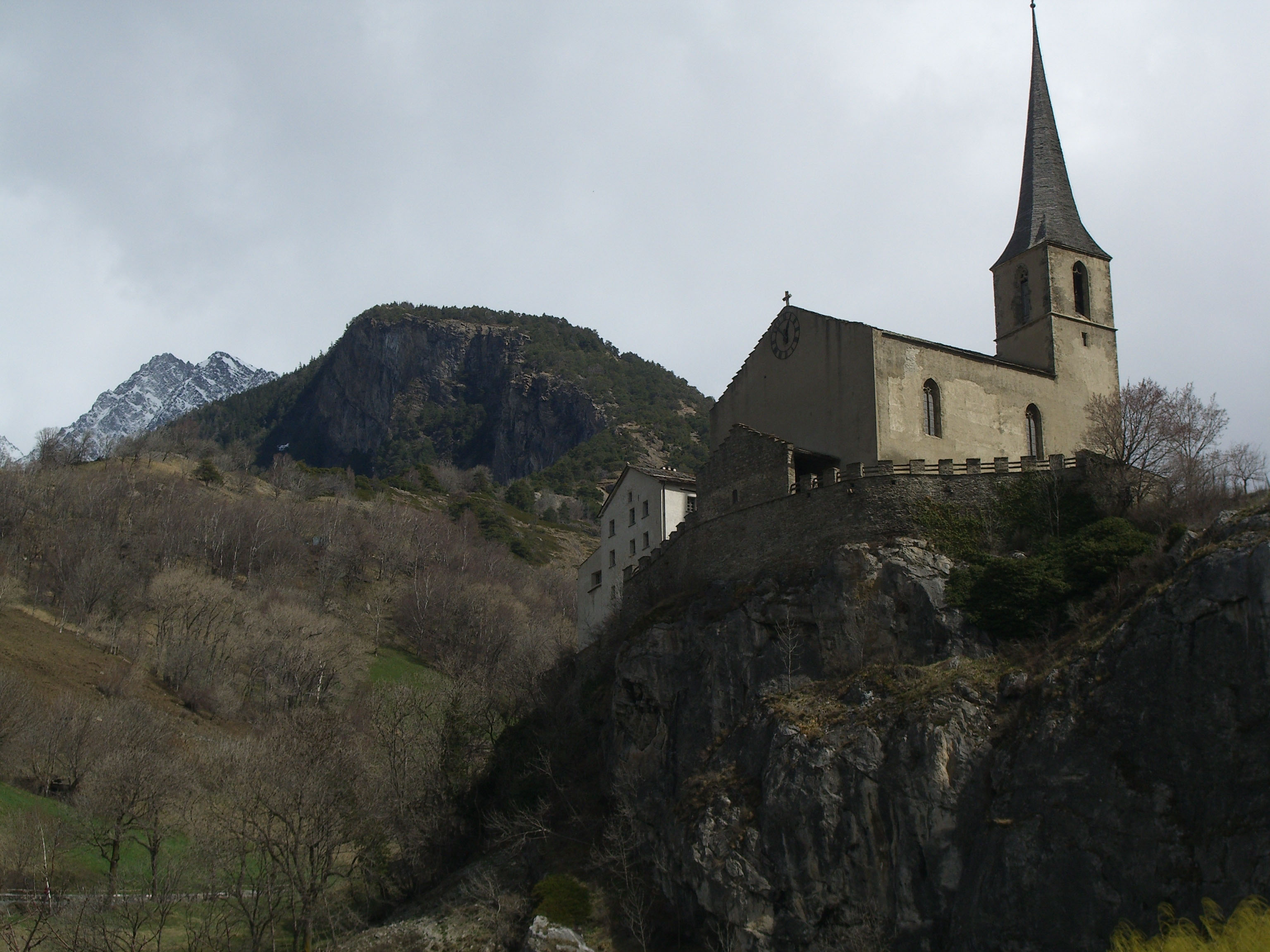
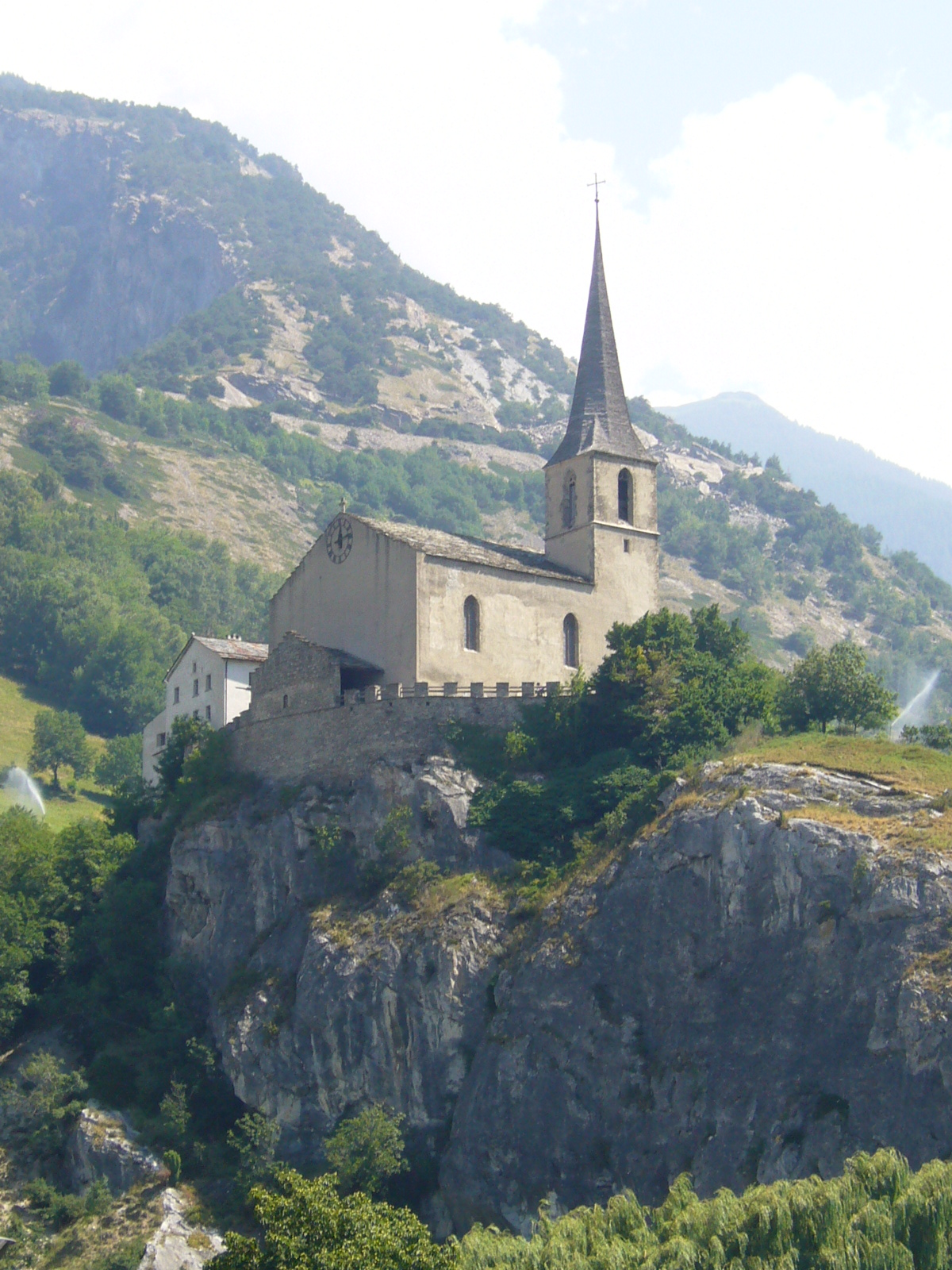